# 高丘季昭
高丘 季昭（たかおか すえあき、1929年（昭和4年）1月14日 - 1996年（平成8年）3月13日）は、日本の実業家、記者、華族。ファミリーマート会長、西友会長、セゾングループ代表幹事などを歴任した。華族制度廃止前の爵位は子爵。

## 来歴・人物
東京生まれ。子爵高丘家・高丘和季の子。妻は子爵・高木正得の四女・小夜子。母方の祖父は男爵・千秋季隆。
1930年に父・和季が死去したため爵位を継ぎ、1947年の華族制度廃止まで務める。1951年に東京大学法学部政治学科を卒業後、東京新聞に入社。経済記者を務めるほか、労組委員長も担う。

### 西武百貨店に入社
ニッポン放送解説委員を経て、東大時代から交友があった堤清二からの誘いで、1963年西武百貨店に入社する。
高丘の出身学部は法学部で経済学部の堤とは違うが、自治活動に従事していた関係で学生運動に没頭していた堤とは、よく顔を合わせていた。東京新聞の経済記者時代、衆議院議長だった父・康次郎の秘書を務めていた堤と国会で再会し、それ以降、2人は会うと消費経済などについて意見を交換する間柄になった。1958年、高丘がニッポン放送報道部に移ると、堤は彼に頼まれれば経済座談会などの報道番組にも出席するなど、番組制作への協力も厭わない仲になっていった。ところが、ニッポン放送の報道を産経新聞が引き受けることになり、実質的にニッポン放送報道部がなくなるという事態が起こる。「その時、産経新聞社長の鹿内信隆さんから『産経に来て論説委員でもやれよ』と言われたんだけれども、僕は同じ業界で横に移るというには、あまり潔しとしなかった。それで、『いや、僕は東京新聞にいたから、産経に行く気はないです』と言って断ったんだ。だからと言って、こんなことを言って悪いけど、ラジオ会社なんて小さいもの。そんなとこで、総務だ、営業だと言ってみたところで、どうってこともないしね。まあこの機会に辞めさせてくれということで辞めたんだ。そうしたら、堤さんが『当てがないのなら拾ってやる』と言うから、『じゃあ、拾って貰おうか』ということで西武に入った」。と西武入りのいきさつを高丘は語る。
入社後は西武流通グループの流通産業研究所に勤める。
1971年に西友ストアーに移り、1973年常務、1984専務、1987年に代表取締役副会長、1988年3月会長。このほか、1986年にはファミリーマート会長も兼任する。
1991年、堤が経営の第一線を退いた後は、セゾングループ代表幹事に就き、3人の代表幹事の筆頭格として、グループの運営で中心的な役割を果たした。
なかでも、セゾングループが1988年に買収した国際ホテルチェーン、インター・コンチネンタルホテルズ（IHC、本社ロンドン）の最高経営責任者として、経営の立て直しに力を尽くした。
死去する直前の1995年、経団連副会長に就任した。
1996年3月13日に死去。67歳没。

## 著書
- 『西友ストアーの流通支配戦略』日本実業出版社、1970年1月。ISBN 978-4534000880。
- 『ショップレス・エイジ 70年代の流通はどう変わる!?』徳間書店（トクマビジネス）、1970年1月。
- 『許される販売・許されない販売 マーケティングの法律問題』日本実業出版社 1972年1月。

### 共編著
- 金子治司共著『金融 銀行の裏口から街の金融まで』緑書房、1956年。
- 佐藤肇共著『現代の百貨店』日本経済新聞社 (日経文庫) 、1970年。
- 三島彰共編『日本のチェーンストア 流通革命10年 垂直統合はどこまで進むか』日本実業出版社、1973年。
- 田内幸一共著『コンビニエンス・ストア スーパーに挑む新しい小売り』日本経済新聞社、1975年。
- 高丘季昭編『流通産業入門』日本経済新聞社（日経文庫）、1981年5月。ISBN 978-4532013004。
- 小山周三共著『現代の百貨店 14版』日本経済新聞社（日経文庫） 、1984年2月。
- 宮沢健一共編『流通の再構築』有斐閣、1991年3月。ISBN 978-4641065789。